# Yasuo Manaka
Yasuo Manaka (Ibaraki, 31 januari 1971) is een voormalig Japans voetballer.

## Carrière
Yasuo Manaka speelde tussen 1989 en 2004 voor Kashima Antlers, Cerezo Osaka, Sanfrecce Hiroshima en Yokohama FC.